# Portimão
Portimão város Portugália déli részén, Algarve régió tengerpartján.
Az ókori alapítású város Algarve egyik legrégebbi kikötővárosa. Az 1755-ös földrengés után újjáépítették. Maga Portimão nem túl szép, de igen karakteres. A városközpont a Rua Vasco da Gama sétálóutca körül alakult ki. 3 km-re délre fekszik az okkersárga és vörös szikláktól díszes óceánpart, a Praia Da Rocha.

## Látnivalók
- Fortaleza de Santa Catarina. 16. századi erőd. Innen szép kilátás nyílik a tengerpartra és a hotelek sorára.
- Nossa Senhora da Conceicao templom

## Közlekedés
A városhoz legközelebbi nemzetközi repülőtér Faróban található, ahonnan autót bérelve könnyűszerrel el lehet jutni a városhoz. A fővárosból az A2-es autópályán lehet legkönnyebben megközelíteni.

## Galéria

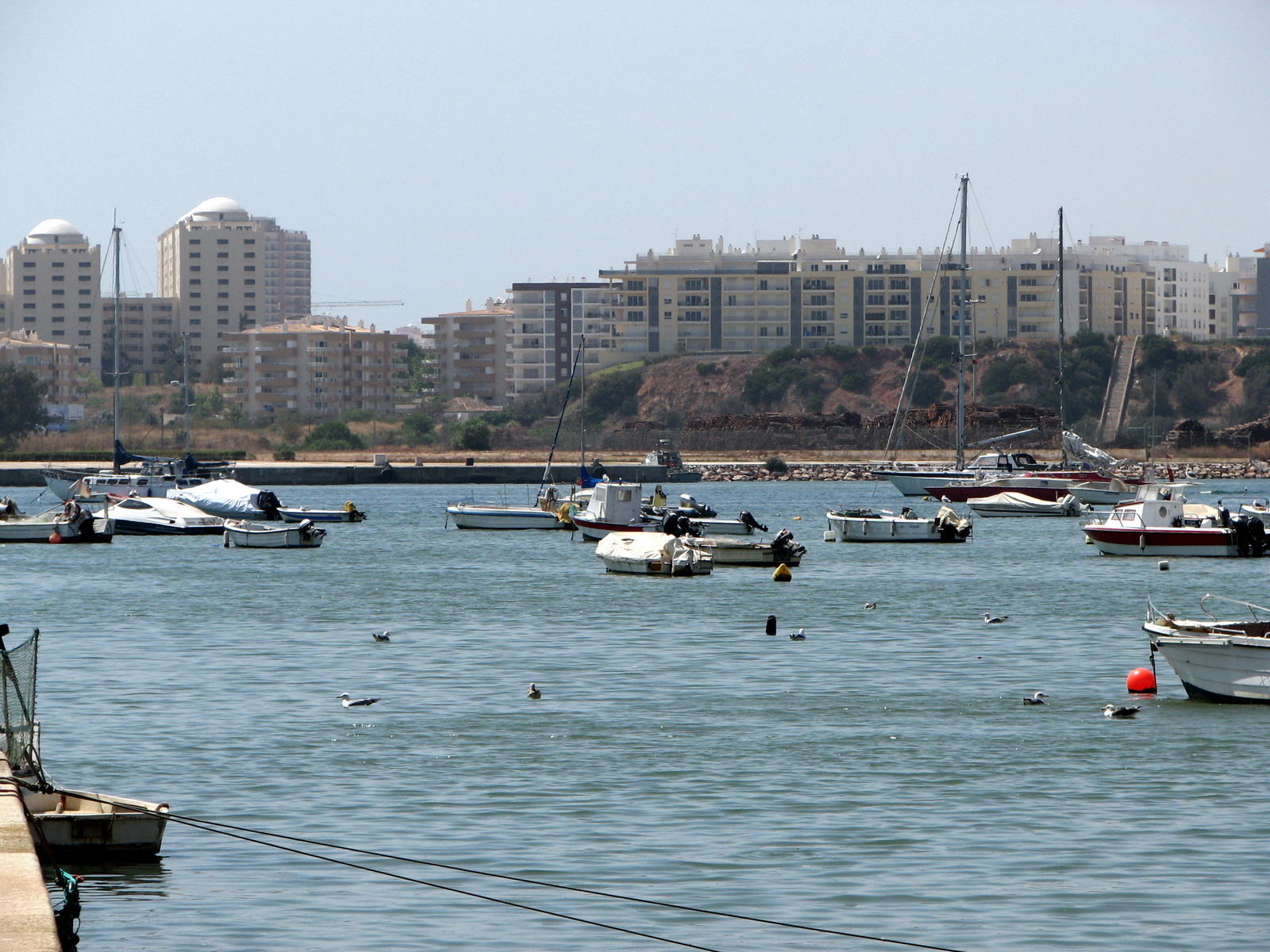
Portimão
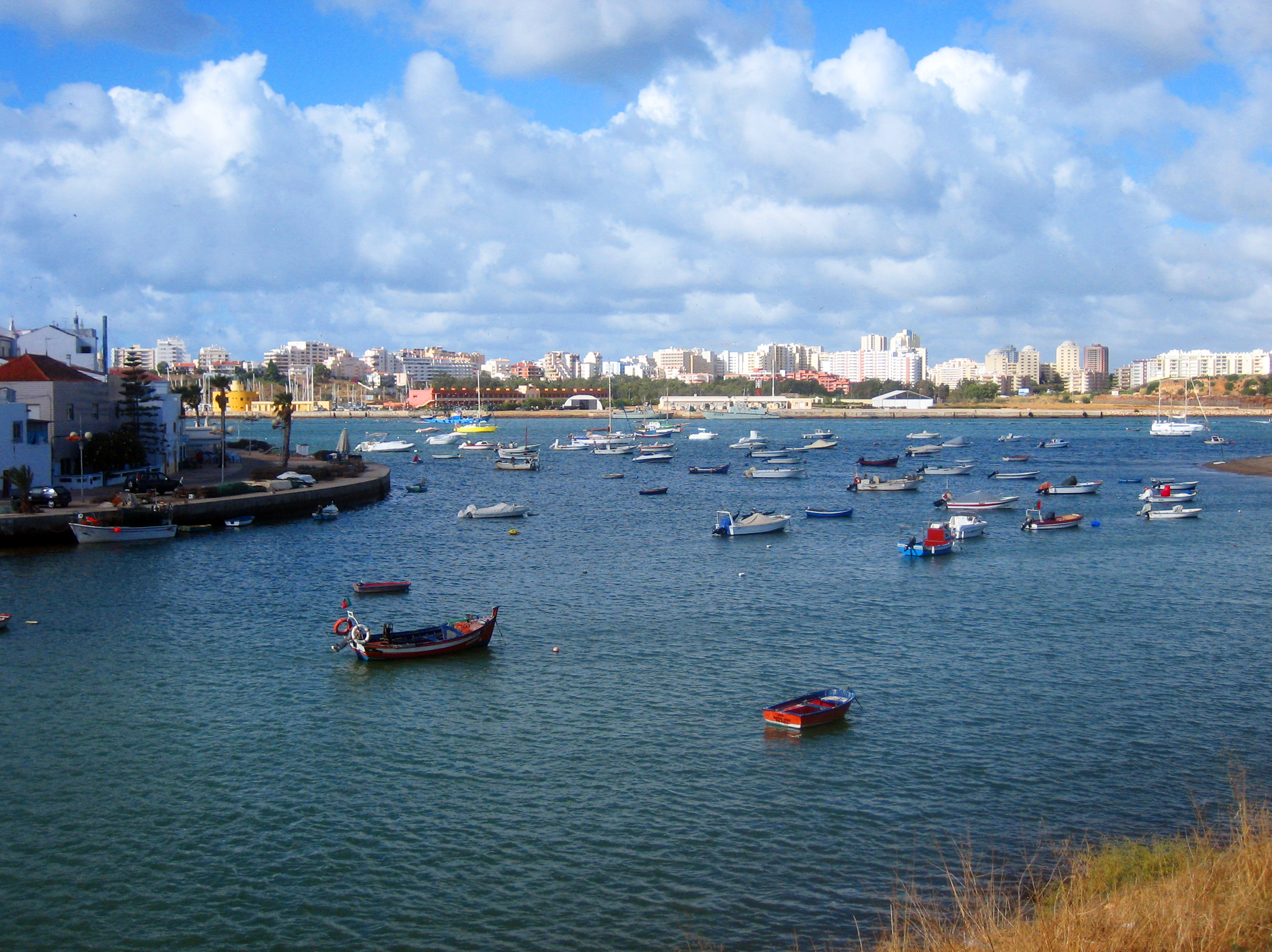
Portimão
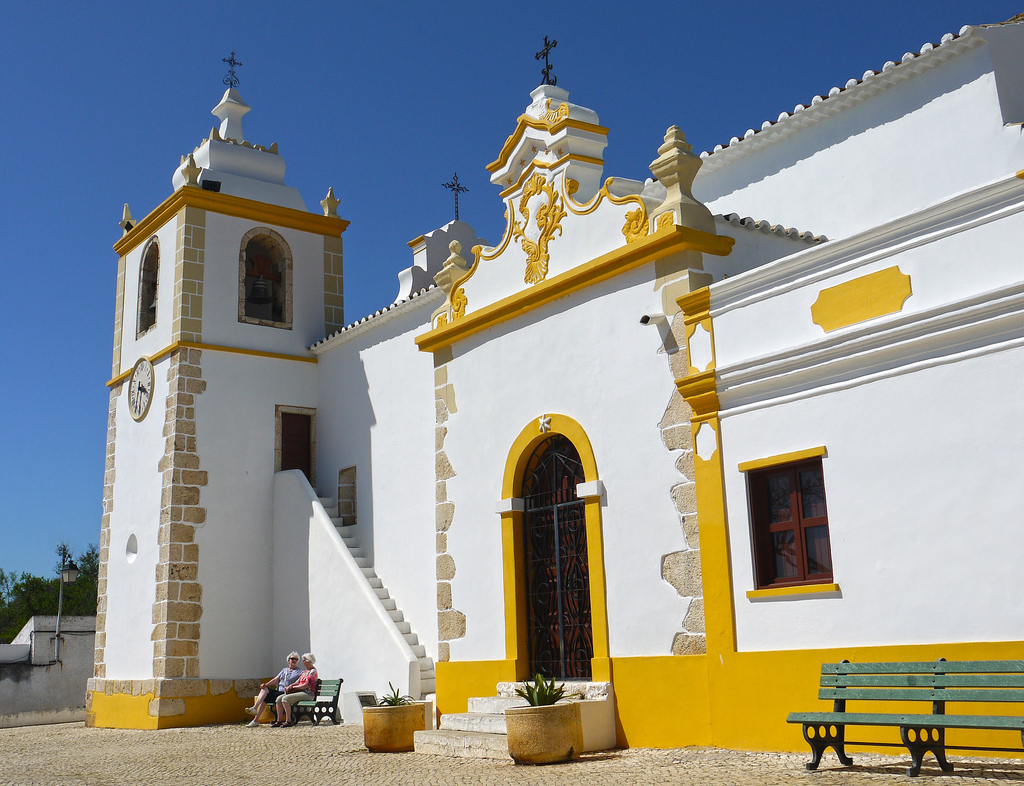
a város melletti Alvor temploma
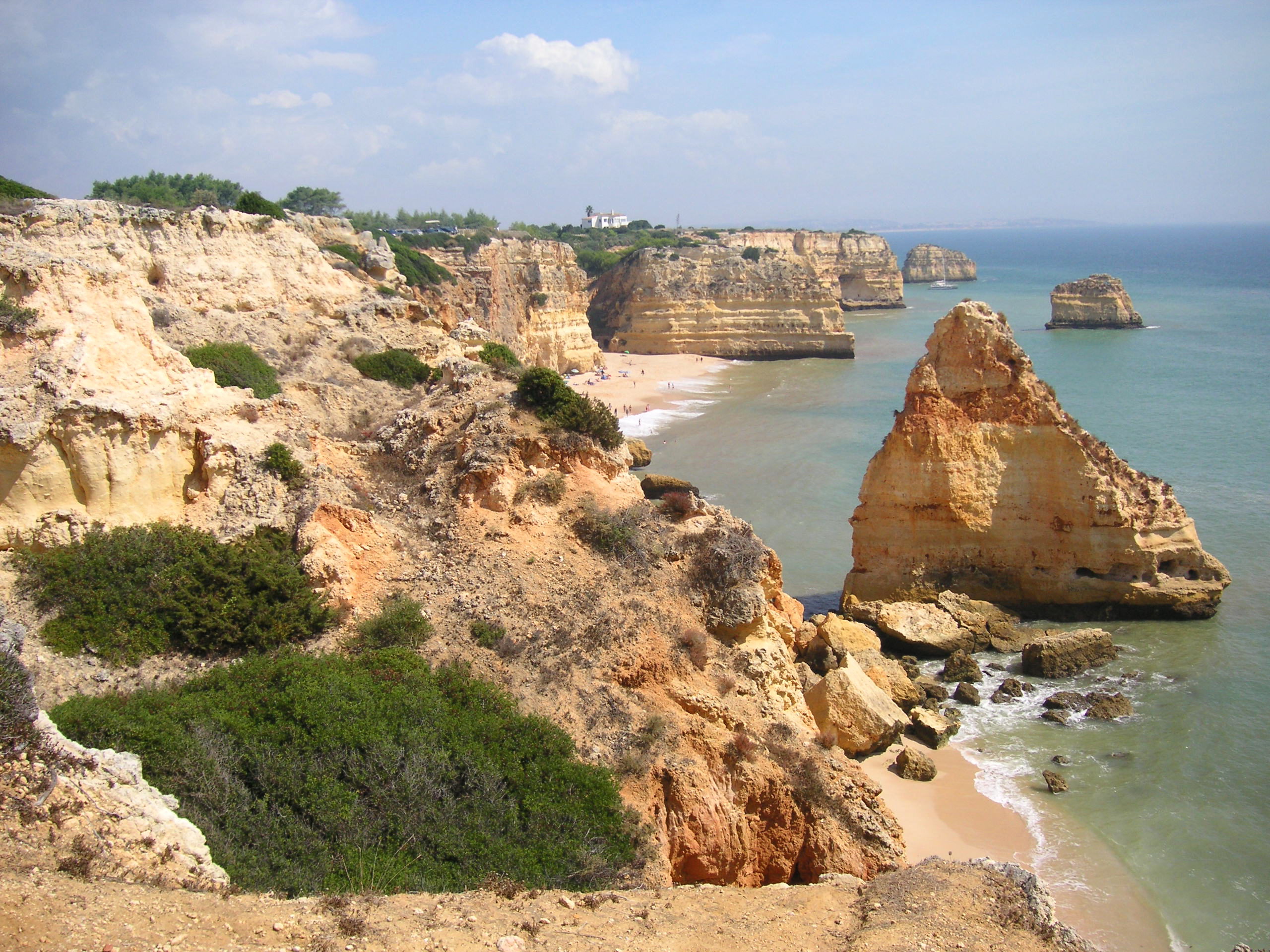
Praia Da Rocha

## Külső hivatkozások
- Hivatalos honlap